# غاري إيدي
غاري إيدي (بالإنجليزية: Gary Eddy) هو عداء سريع أسترالي، ولد في 25 مارس 1945.

## وصلات خارجية
- غاري إيدي على موقع النتائج التاريخية لألعاب القوى الأسترالية (الإنجليزية)
- غاري إيدي على موقع أوليمبيديا (الإنجليزية)
- غاري إيدي على موقع اللجنة الأولمبية الأسترالية (الإنجليزية)
- غاري إيدي على موقع اتحاد ألعاب الكومنولث (مؤرشف) (الإنجليزية)